# Photopea
Photopea is een webgebaseerde grafisch programma voor het bewerken van raster- en vectorafbeeldingen, het maken van illustraties, webdesign en het converteren van verschillende beeldformaten.
Photopea is een advertentieondersteunde software. Het is compatibel met alle moderne webbrowsers, waaronder Opera, Edge, Chrome en Firefox. De app is compatibel met de PSD van Photoshop, evenals met JPEG, PNG, DNG, GIF, SVG, PDF en andere bestandsindelingen voor afbeeldingen. Hoewel het browsergebaseerd is, slaat Photopea alle bestanden lokaal op en uploadt het geen gegevens naar een server. 

## Functies
Photopea biedt een breed assortiment aan hulpmiddelen voor digitale beeldbewerking, waaronder functies zoals verwijdering van vlekjes, een herstelpenseel voor kloonstempels en een patch-tool. De software ondersteunt lagen, laagmaskers, kanalen, selecties, paden, slimme objecten, laagstijlen, tekstlagen, filters en vectorvormen.

## Receptie
Photopea is positief ontvangen vanwege de overeenkomsten met Adobe Photoshop in ontwerp en workflow. Hierdoor is het programma intuïtiever te gebruiken als men getraind is in Photoshop, vergeleken met andere gratis grafische programma's zoals GIMP.